# Шайбер, Марио
Ма́рио Ша́йбер (нем. Mario Scheiber, род. 6 марта 1983, Санкт-Якоб-ин-Деферегген) — австрийский горнолыжник, участник Олимпийских игр, 13-кратный призёр этапов Кубка мира. Специалист скоростных дисциплин.
На чемпионате мире среди юниоров 2002 года в Тарвизио выиграл серебро в скоростном спуске, на следующий год в Бриансонне стал чемпионом в гигантском слаломе и завоевал бронзу в супергиганте.
В Кубке мира Шайбер дебютировал 15 марта 2003 года, в декабре 2004 года впервые в своей карьере попал в тройку лучших на этапе Кубка мира. Всего имеет 13 попаданий в тройку на этапах Кубка мира: 8 в скоростном спуске и 5 в супергиганте. Лучшим достижением в общем зачёте Кубка мира является для Шайбера 9-е место в сезоне 2006/07.
На Олимпиаде-2010 в Ванкувере, стал 4-м в скоростном спуске (всего 0,21 сек Марио проиграл чемпиону Дидье Дефаго и 12 сотых бронзовому призёру Боде Миллеру) и 20-м в супергиганте.
За свою карьеру участвовал в одном чемпионате мира, на чемпионате-2007 занял 8-е место в скоростном спуске и 11-е в супергиганте.
27 января 2011 года упал во время тренировки на трассе в Кицбюэле и получил серьёзную травму головы.
Завершил карьеру в марте 2012 года.
Использовал лыжи и ботинки производства фирмы Atomic.